# Benjamin Bruns

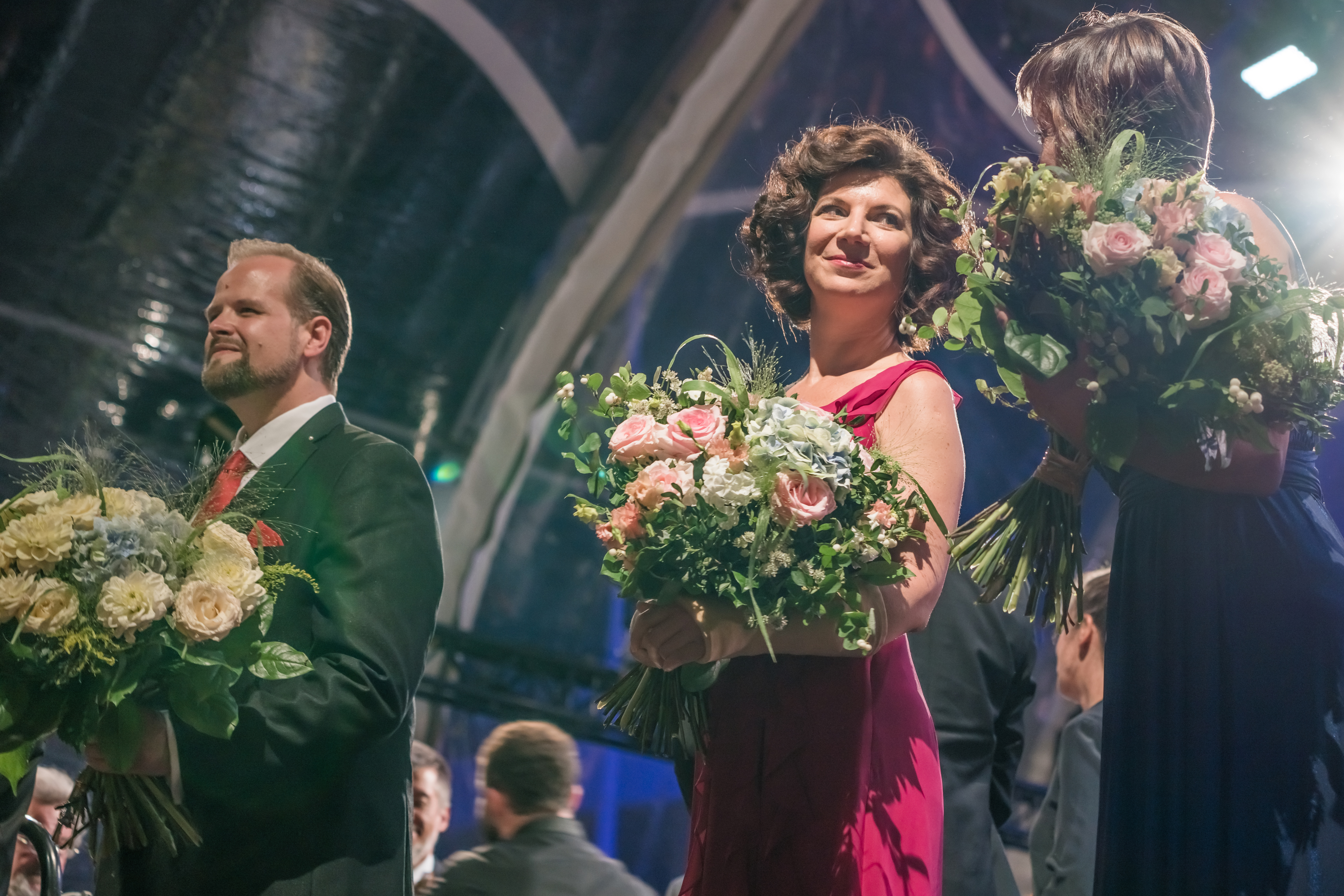
Benjamin Bruns (links im Bild mit Elisabeth Kulman und Marlis Petersen) 2019 – Beethovens Neunte unter Kiril Petrenko am Brandenburger Tor mit den Berliner Philharmonikern. Bruns trägt die Rolandsnadel, die ihn als Mitglied des Vereins Schlaraffia zu erkennen gibt.

Benjamin-Helge Bruns (* 1980 in Hannover) ist ein deutscher Opernsänger (Tenor).

## Leben
Benjamin Bruns begann seine Laufbahn als Alt-Solist im Knabenchor Hannover. Nach einer vierjährigen privaten Gesangsausbildung bei Peter Sefcik studierte er an der Hochschule für Musik und Theater Hamburg bei Kammersängerin Renate Behle. Noch während des Studiums bot ihm das Bremer Theater ein erstes Festengagement an, welches ihm den Aufbau eines breitgefächerten Repertoires ermöglichte und dem bald ein Ensemblevertrag an der Oper Köln folgte. Über die Sächsische Staatsoper Dresden führte ihn sein Weg zur Wiener Staatsoper, der er immer noch mit einem Residenzvertrag verbunden ist.
Seine musikalische Bandbreite umfasst Rollen wie Belmonte (Die Entführung aus dem Serail), Tamino (Die Zauberflöte), Don Ottavio (Don Giovanni), Fenton (Falstaff), Camille de Rosillon (Die lustige Witwe), Lysander (Britten: A Midsummer Night’s Dream), Don Ramiro (La Cenerentola), Boris Grigorievič (Janáček: Káťa Kabanová), Max (Der Freischütz), Erik (Der fliegende Holländer), Loge (Das Rheingold), Lohengrin (Lohengrin), Matteo (Arabella), Leukippos (Daphne) sowie den italienischen Tenor in Capriccio und Der Rosenkavalier.
Gastspiele führten ihn u. a. an die Berliner Staatsoper Unter den Linden, die Bayerische Staatsoper, die Deutsche Oper Berlin, das Staatstheater Nürnberg, das Teatro Real in Madrid, das Opernhaus Zürich, das Teatro Municipal de Santiago in Chile, sowie an das Teatro Colón in Buenos Aires. Im Sommer 2010 gab er sein Debüt bei den Bayreuther Festspielen als Steuermann in Der fliegende Holländer.
Oratorium und Liedgesang bilden für Bruns einen wichtigen Gegenpol zum Bühnenschaffen. Den Kern seines Konzert-Repertoires bilden die großen sakralen Werke von Bach, Händel, Haydn, Mozart, Schubert und Mendelssohn. Dabei musizierte er mit Ensembles wie den Berliner Philharmoniker, den Sächsischen Staatskapelle Dresden, dem Bayerischen Staatsorchester, dem Symphonieorchester des Bayerischen Rundfunks, der Deutschen Kammerphilharmonie Bremen, der Tschechischen Philharmonie, dem MDR Sinfonieorchester, den Münchner Philharmonikern, den Bamberger Symphonikern, dem WDR Sinfonieorchester, dem Chor und Orchester des Niederländischen Rundfunks, dem Tölzer Knabenchor, den Bremer Philharmonikern, dem London Symphony Chorus sowie dem Orchester der Bachakademie Stuttgart und der Gächinger Kantorei unter der Leitung von Helmuth Rilling.
Bruns war 2002 Preisträger des Bundeswettbewerbs Gesang Berlin, des Hamburger Mozart-Wettbewerbs sowie des internationalen Gesangswettbewerbs der Kammeroper Schloss Rheinsberg. Als besondere Auszeichnungen wurden ihm 2008 der Kurt-Hübner-Preis des Theaters Bremen und 2009 der Nachwuchsförderpreis des Schleswig-Holstein Musik Festivals verliehen.
Seine Lied-CD (2019) Dichterliebe, mit Schumanns Dichterliebe und Der arme Peter, Beethovens An die ferne Geliebte und Wolfs Liederstrauß mit Karola Theill am Klavier, wurde von der Presse gelobt und sowohl bei den International Classical Music Awards als auch für den Deutschen Schallplattenpreis in der Kategorie „Vocal Recital“ nominiert.

## Auszeichnungen
- 2002 Bundeswettbewerb Gesang Berlin
- Hamburger Mozart-Wettbewerb
- Internationaler Gesangswettbewerb der Kammeroper Schloss Rheinsberg
- 2008 Kurt-Hübner-Preis
- 2009 Nachwuchsförderpreis des Schleswig-Holstein Musik Festivals